# Cyaniris intermedia
Cyaniris intermedia är en fjärilsart som beskrevs av Tutt 1909. Cyaniris intermedia ingår i släktet Cyaniris och familjen juvelvingar. Inga underarter finns listade i Catalogue of Life.